# 邓伟德
邓伟徳（英語：Tyler Ten，1996年3月19日—），是一名新加坡演员、模特儿及业余歌手。擅长演戏、唱歌、跳舞、泰拳、主持等等。2019年，参加新加坡新传媒第11届《才华横溢出新秀》获得一纸合约而出道。2021年，主演首部剧《守护星》。现为新传媒旗下新艺经纪（TCA）的经纪合约男艺人。

## 个人生活
鄧伟德熱愛泰拳運動。他14岁开始学习泰拳，15岁開始參加比赛，目前擔任泰拳教练。

## 演艺经历

### 2019年至2020年：出道初期
2019年，参加新加坡新传媒主办的《才华横溢出新秀》并因此夺得优异奖，之后获得一纸合约而出道。
2020年，参演首部新传媒8频道电视剧《回路网》饰演Calvin Ong(王凯文)，参演新传媒8频道电视剧《男神不败》饰演Tim(添)，参演新传媒8频道电视剧《花花公子》饰演欧家祥，参演新传媒8频道电视剧《实习生的生存记》饰演Roman(罗文)， 参演新传媒8频道电视剧《女侠罗明依》饰演男主角Derrick（德力）， 参演新传媒8频道电视剧《小心啊! 谢宇航》饰演Leo（李奥）。

### 2021年至今
2021年，在参演新传媒8频道电视剧《关键证人》裡饰演孔正勋， 参演新传媒8频道电视剧《守护星》饰演钱金贵。
2022年，在新传媒8频道电视剧《你也可以是天使4》里饰演方金祥， 参演新传媒8频道电视剧《卫国先锋2》饰演曾安庆， 参演新传媒8频道电视剧《黄金巨塔》饰演Ray(雷)。

## 音乐作品
| 发行年份 | 专辑名称                           | 歌曲名称 | 合作艺人                                                                       | 备注 |
| 2021年   | 新传媒群星贺岁《福满牛年MOOMOO乐》 | 新年到   | 郭坤耀、叶佳昀、郑六月、林昭婷、洪丽婷、林子颖、翟思铭                         | 合辑 |
| 2022年   | 新传媒群星贺岁《旺虎泰哥迎春乐》   | 恭喜恭喜 | 郭坤耀、翟思铭、萧歆霓、曾晓晴、郑六月、张颖双、Jean Danker、Azura Goh、Ravi G | 合辑 |
| 2025年   | 《小娘惹之翡翠山》原声带           | 露华凝   | 刘怡伶                                                                         | 插曲 |

## 影视作品

### 电视剧
| 年份   | 频道                   | 剧名             | 角色                | 性质                 | 备注   |
| 2020年 | 新传媒8频道            | 回路网           | Cavin Ong(王凯文)   | 男配角               | [ 3 ]  |
| 2020年 | 新传媒8频道            | 男神不败         | Tim(添)             | 次要角               | [ 4 ]  |
| 2020年 | 新传媒8频道            | 花花公子         | 欧家祥              | 男配角               | [ 5 ]  |
| 2020年 | 新传媒8频道            | 实习生的生存记   | Roman(罗文)         | 男配角               |        |
| 2020年 | 新传媒8频道            | 我的女侠罗明依   | 男主角Derrick(德力) | 次要角               | 第26集 |
| 2020年 | 新传媒8频道            | 小心啊! 谢宇航   | Leo(李奥)           | 男配角               |        |
| 2021年 | 新传媒8频道            | 关键证人         | 孔正勋              | 男配角               | [ 6 ]  |
| 2021年 | 守护星                 | 钱金贵           | 两大男主角之一      | [ 7 ]                |        |
| 2022年 | 新传媒8频道            | 你也可以是天使4  | 方金祥              | 男配角               | [ 8 ]  |
| 2022年 | 新传媒8频道            | 卫国先锋2        | 曾安庆              | 三大男主角之一       | [ 9 ]  |
| 2023年 | 新传媒8频道            | 黄金巨塔         | Ray(雷)             | 男配角               |        |
| 2023年 | 新传媒8频道            | 家人之间         | 林家楠              | 男配角               |        |
| 2023年 | 新传媒8频道            | 金色大道         | 苏萨空              | 男配角               |        |
| 2023年 | 新传媒8频道            | 嫁给不同世界的你 | 马家宝              | 男主角               |        |
| 2024年 | TVBS歡樂台 新传媒U频道 | 完全省錢戀愛手冊 | 陳實                | 男主角之一           | [ 10 ] |
| 2024年 | 新传媒8频道            | 浴水重生         | Kay Li              | 男配角               |        |
| 2024年 | 新传媒8频道            | 不可饶恕的罪恶   | 郭文皓              | 特别出演 (M18 第4集) |        |
| 2025年 | 新传媒8频道            | 小娘惹之翡翠山   | 白阿力              | 男主角               | 重头剧 |
| 2025年 | 新传媒8频道            | 带剑女孩         |                     | 男主角之一           |        |

### 节目
| 年份   | 频道        | 名称                  | 期数                           | 性质   | 备注         |
| 2019年 | 新传媒8频道 | 才华横溢出新秀2019    | 5 (前凑1&2，半决赛1&2，总决赛) | 参赛者 | 选秀节目     |
| 2020年 | meWATCH     | 这个是不是Prank第2季  | 第12集                         | 嘉宾   | 网络综艺节目 |
| 2021年 | 新传媒8频道 | 福满牛年MooMoo乐      | 1                              | 嘉宾   | 除夕特备     |
| 2022年 | 新传媒8频道 | 旺虎泰哥迎春乐        | 1                              | 嘉宾   | 除夕特备     |
| 2023年 | 新传媒8频道 | 哈皮兔宝庆团圆        | 1                              | 嘉宾   | 除夕特备     |
| 2023年 | 新传媒8频道 | 春到河畔2023-新加坡派 | 1                              | 嘉宾   | 新春特备     |

## 奖项及荣誉
| 年份   | 届次                 | 奖项   | 作品   | 角色   | 地区   | 结果 |
| 2019年 | 第11届才华横溢出新秀 | 优异奖 | 不適用 | 不適用 | 新加坡 | 獲獎 |